# エスタディ・ナシオナル
エスタディ・ナシオナル（Estadi Nacional）は、アンドラ・アンドラ・ラ・ベリャにあるフットボール専用スタジアム。サッカーアンドラ代表とラグビーアンドラ代表、FCアンドラの3チームがホームスタジアムとして使用している。

## 概要
2013年に起工し、2014年9月9日、UEFA EURO 2016予選のアンドラ代表対ウェールズ代表の国際Aマッチでスタジアムはこけら落としとなった。
2021年7月、FCアンドラがプリメーラ・ディビシオンRFEFへ参入したことを受け、アンドラ政府とFCアンドラは協議を重ねた結果、2021-22シーズンよりFCアンドラが当スタジアムをホームスタジアムとすることが決定された。
2022 FIFAワールドカップ・予選のアンドラ代表対イングランド代表戦を翌日に控えていた2021年10月8日、ピッチ脇にあるVARモニター付近より火の手があがり、あたり一体を焼く火災が発生した。幸いなことに地元の消防隊によって数時間後に消化され、その後のワールドカップ予選にも影響は起きなかった。